# Brotnice
Brotnice su naselje smješteno na samom jugu Hrvatske u općini Konavle.

## Zemljopisni položaj
Brotnice se nalaze u Konavoskim brdima, sa sjeverozapadne strane planine Sniježnica, u neposrednoj blizini granice s Bosnom i Hercegovinom, uz lokalnu cestu koja vodi od Zvekovice prema istočnom dijelu Konavoskih brda.

## Povijest
Tijekom Domovinskog rata Brotnice su okupirane od strane JNA i četničkih postrojbi te je selo skoro u potpunosti bilo uništeno, popljačkano i popaljeno.

## Gospodarstvo
Gospodarstvo u Brotnicama je potpuno nerazvijeno, a malobrojno se stanovništvo bavi poljodjeljstvom.

## Stanovništvo
U Brotnicama prema popisu stanovnika iz 2011. godine živi 31 stanovnik, uglavnom Hrvati katoličke vjeroispovjesti.
| broj stanovnika | 110   | 95    | 102   | 104   | 87    | 96    | 94    | 91    | 72    | 78    | 70    | 51    | 33    | 34    | 34    | 31    | 29    |
|                 | 1857. | 1869. | 1880. | 1890. | 1900. | 1910. | 1921. | 1931. | 1948. | 1953. | 1961. | 1971. | 1981. | 1991. | 2001. | 2011. | 2021. |